# میدان‌های نیروی برهمکنشی (شیمی)

از میدان نیرو برای به حداقل رساندن انرژی کشش پیوند این مولکول اتان استفاده می‌شود.

در زمینه شیمی و مدل‌سازی مولکولی، یک میدان نیرو روشی محاسباتی است که برای برآورد نیروهای بین اتمی داخل مولکول‌ها و همچنین نیروهای میان مولکول‌ها استفاده می‌شود. به‌طور دقیق تر میدان نیرو به فرم تابعی و مجموعه پارامترهایی گفته می‌شود که برای محاسبه انرژی پتانسیل سیستم اتم‌ها یا ذرات دانه درشت در مکانیک مولکولی، دینامیک مولکولی یا شبیه‌سازی مونت کارلو استفاده می‌شود. پارامترهای یک تابع انرژی انتخاب شده ممکن است از آزمایش‌های فیزیک، شیمی، محاسبات در مکانیک کوانتوم یا هر دو حاصل شود. میدان‌های نیرو در واقع همان پتانسیل‌های بین اتمی هستند و از همان مفهوم میدان‌های نیرو در فیزیک کلاسیک استفاده می‌کنند، با این تفاوت که پارامترهای میدان نیرو در شیمی انرژی را توصیف می‌کنند، که از آن نیروهای کنشگر بر روی هر ذره به عنوان یک گرادیان انرژی پتانسیل با توجه به مختصات ذره محاسبه می‌شود.